# Observatoire de Stony Ridge
L'observatoire de Stony Ridge est un observatoire astronomique américain situé dans la zone forestière homonyme de la forêt nationale d'Angeles, dans l'État de Californie, aux coordonnées 34° 18′ 04,57″ N, 117° 59′ 52,08″ O à une altitude de 1 730 m. Il est géré par une association d'astronomes amateurs. Son code MPC est 671 Stony Ridge.
Ouvert en 1957, il a pu se vanter d'être le plus grand télescope (de 76 cm) parmi les observatoires amateurs de Californie et vraisemblablement des États-Unis.
Son instrumentation de pointe lui a permis d'être associé à des projets de coopération avec des observateurs professionnels. Au début des années 1960, il a contribué à la cartographie de la surface de la Lune qui servit à sélectionner les sites des capsules Apollo.
Au cours de l'été 2009, la structure a été menacée par le vaste incendie qui a frappé la forêt où elle se trouvait, mais finalement les dégâts furent réduits.
Le Centre des planètes mineures le crédite de la découverte de deux astéroïdes en 2004.
L'astéroïde (10168) Stony Ridge a été nommé d'après la structure.
| (144633) Georgecarroll | 21 mars 2004      |
| (327030) Alanmaclure   | 12 septembre 2004 |